# Hollywood Tonight
Hollywood Tonight ist ein Lied des US-amerikanischen Sängers Michael Jackson, das aus seinem ersten posthumen Album Michael stammt. Es wurde am 11. Februar 2011 veröffentlicht. Die "Spoken Bridge" wurde von Teddy Riley gesprochen. Es handelt von einem Mädchen, das davon träumt, in Hollywood berühmt zu werden.

## Musikvideo
Im Musikvideo ist nur die Tänzerin Sofia Boutella zu sehen, während sie zu verschiedenen Tanzeinlagen Jacksons auf der Straße tanzt. Im Hintergrund ist meistens ein Ausschnitt aus einem Musikvideo von Jackson zu sehen. Diese Videos sind (in der Reihenfolge, in der sie gezeigt werden):
- Black or White (Panther Dance)
- Billie Jean
- Jam
- Don’t Stop ’Til You Get Enough
- In the Closet
- Scream

## Charts und Chartplatzierungen
| ChartsChartplatzierungen           | Höchstplatzierung | Wochen |
| ---------------------------------- | ----------------- | ------ |
| Deutschland (GfK)                  | 55 (3 Wo.)        | 3      |
| Vereinigte Staaten (Billboard R&B) | 60 (7 Wo.)        | 7      |